# Fjärdhundra norra kontrakt
Fjärdhundra norra kontrakt var ett kontrakt inom Svenska kyrkan i Uppsala stift. Det upphörde 31 december 1944 och dess församlingar övergick då tillsammans med Fjärdhundra södra kontrakt i Fjärdhundra kontrakt.

## Administrativ historik
- Östervåla församling
- Nora församling
- Harbo församling
- Huddunge församling

## Kontraktsprostar
| Ämbetstid | Namn                    | Levnadstid | Övrigt                             |
| --------- | ----------------------- | ---------- | ---------------------------------- |
| 1671–1686 | Ericus Matthiae Noraeus | 1604–1686  | Kyrkoherde i Harbo församling.     |
| –1708     | Eric Frodin             | –1708      | Kyrkoherde i Östervåla församling. |
| 1709–1733 | Jacob Waldius           | 1660–1733  | Kyrkoherde i Östervåla församling. |
| 1735–1756 | Eric Olai Berg          | 1697–1756  | Kyrkoherde i Nora församling.      |
| 1757–1776 | Nils Collin             | 1701–1776  | Kyrkoherde i Östervåla församling. |
| 1776–1794 | Georg Vougt             | 1712–1794  | Kyrkoherde i Nora församling.      |
| 1794–1806 | Jonas J. Callerholm     | 1742–1806  | Kyrkoherde i Östervåla församling. |
| 1806–1820 | Anders C. Berggren      | 1758–1820  | Kyrkoherde i Harbo församling.     |
| 1821–1838 | Daniel Axner            | 1767–1839  | Kyrkoherde i Nora församling.      |
| 1839–1842 | Pehr Johan Berg         | 1786–1842  | Kyrkoherde i Harbo församling.     |
| 1843–1861 | Johan Dillner           | 1785–1862  | Kyrkoherde i Östervåla församling. |
| 1861–1872 | Carl Anton Wilander     | 1806–1872  | Kyrkoherde i Nora församling.      |
| 1872–1885 | Karl Maurits Ortman     | 1819–1886  | Kyrkoherde i Östervåla församling. |
| 1885–1893 | Olof Gustaf Sylvén      | 1842–      | Kyrkoherde i Harbo församling.     |